# Tat'jana Nikolaevna Romanova
La granduchessa Tat'jana Nikolaevna Romanova in russo Великая Княжна Татьяна Николаевна Романова? (Peterhof, 10 giugno 1897 – Ekaterinburg, 17 luglio 1918) era la seconda figlia dello zar Nicola II di Russia e della zarina Aleksandra Fëdorovna Romanova.
Con le sue sorelle: la granduchessa Ol'ga, Marija, Anastasija (note insieme come il gruppo "OTMA") e con l'erede al trono, lo zarevic Aleksej, ha rappresentato l'ultima generazione della discendenza diretta dei Romanov: fu arrestata, deportata e uccisa con la sua famiglia dopo la rivoluzione russa del 1917, a soli 21 anni.

## Biografia

### Nascita
Il 10 giugno 1897 Tat'jana nacque durante la permanenza primaverile della famiglia imperiale a Peterhof, sul mar Baltico. Lo zar riportò l'evento nel suo diario: 
Essendo una discendente per linea materna della regina Vittoria del Regno Unito, Tat'jana Romanova aveva aplogruppo mitocondriale H.

### Infanzia
Tat'jana crebbe secondo l'educazione vittoriana che la madre stessa aveva ricevuto. Condivideva la camera con la sorella maggiore Ol'ga, nel palazzo di Alessandro di Carskoe Selo che la coppia imperiale aveva scelto quale propria residenza e arredato con gusto prettamente borghese. Le camere delle granduchesse, in linea con l'arredamento del resto della casa, erano sobrie e i muri erano tappezzati di fotografie e oggetti personali. I letti, brandine pieghevoli, erano stati ordinati dalla madre per posta presso una casa d'arredamenti inglese.
Tat'jana faceva parte della "coppia grande", con la sorella Ol'ga: condividevano la stanza da letto, passatempi e oggetti. Quando anche la "coppia piccola" (le sorelle minori Marija e Anastasija) crebbe, la coesione tra sorelle si fece più intensa, dovuta soprattutto al forte isolamento cui erano sottoposte in quanto figlie dello zar. Tuttavia, secondo gli standard aristocratici, ricevettero un'educazione anomala che comprendeva, oltre a svariate ore di studio quotidiano, anche la condivisione degli abiti, degli oggetti personali e la pressoché mancanza di alterigia nei confronti del personale di servizio; inoltre ricevevano una mancia di due rubli a settimana, che utilizzavano per piccoli regali ad amici (del personale di palazzo) o per piccole spese personali. Nonostante ciò, il fatto che i genitori si occupassero personalmente e dedicassero svariate ore della giornata ai figli rese costoro, in particolare Tat'jana, molto legati allo zar e alla zarina.
Quando si scoprì che il fratello minore Aleksej era affetto di emofilia, Tat'jana mantenne, con le sue sorelle, il segreto (circoscritto alla sfera degli intimi) e divenne tra le più premurose infermiere del fratello durante le crisi. Per la sua spiccata propensione al misticismo e dalla forte fede che ne derivava, Tat'jana, come la madre, credette fermamente allo starec Rasputin ed era sicura che fosse l'unico che riuscisse ad alleviare la malattia del fratello.

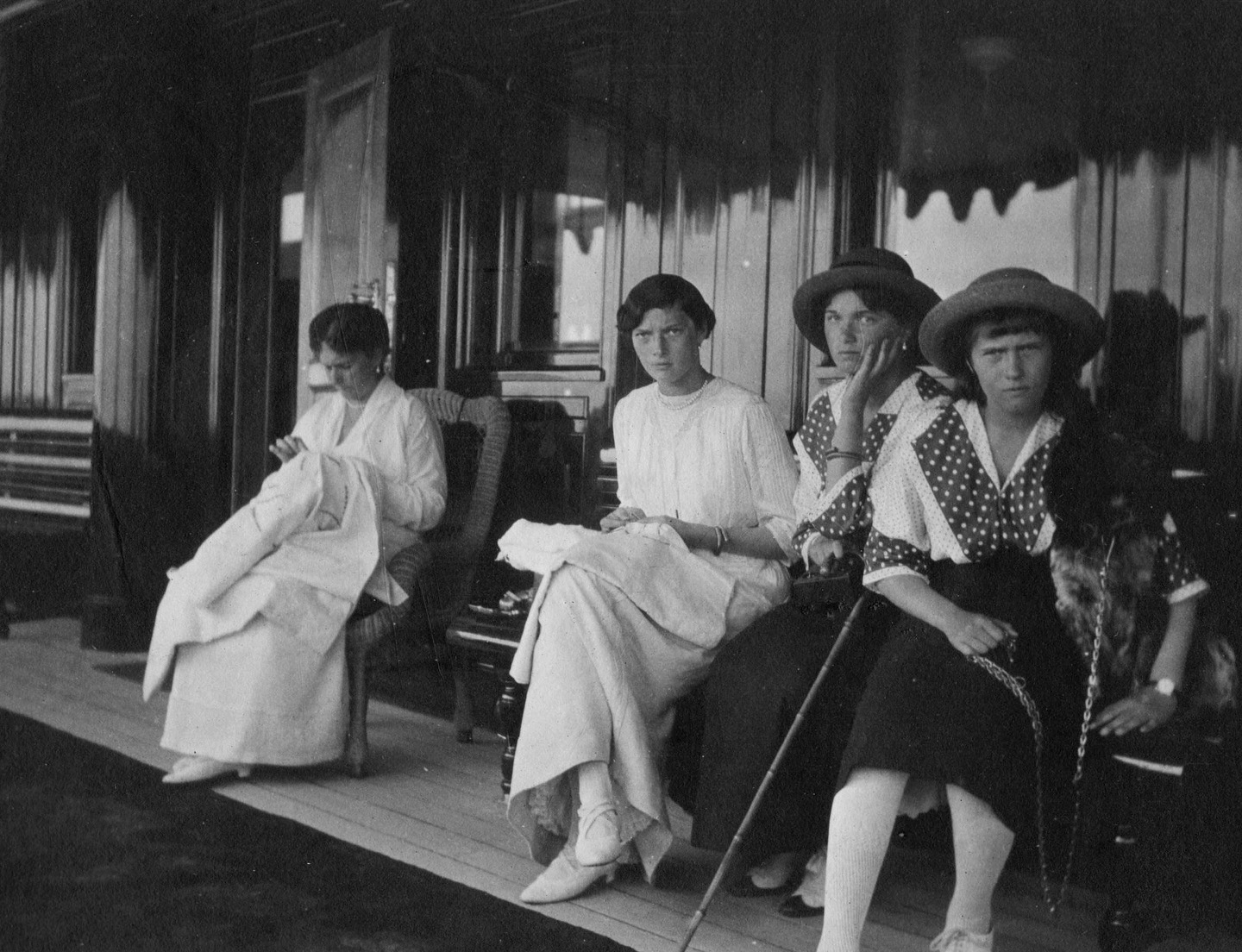
Tatiana nel 1914 mentre esegue dei lavori di cucito insieme alla madre.

### Adolescenza
Soprannominata "Tanya", "Tatya", "Tatianochka", "Tanushka" o "Tanechka", fu un'adolescente alta, snella, dai capelli scuri e ramati, occhi grigi e con lineamenti quasi esotici, dal carattere riservatissimo. Dotata del forte carattere della madre, come lei, era molto religiosa e amava le faccende domestiche. Amava i bambini e svolgere accanto alle persone di servizio ogni tipo di attività, dall'organizzare vendite di beneficenza alla gestione della casa, dall'assistenza ad Aleksej al cucito, tanto che le sorelle le diedero scherzosamente il soprannome di "La Governante". Tuttavia, nelle pause dai compiti o dalle faccende che la madre puntualmente le affidava, mentre la sorella Ol'ga prediligeva libri e romanzi, lei amava sfogliare qualche rivista di moda e nel caso in cui il parrucchiere di corte fosse assente, adorava ordinare i capelli della zarina. Quando nel 1913 si ammalò di febbre tifoide fu costretta a rasare tutti i suoi capelli ma Tatiana amava creare le sue proprie parrucche. 

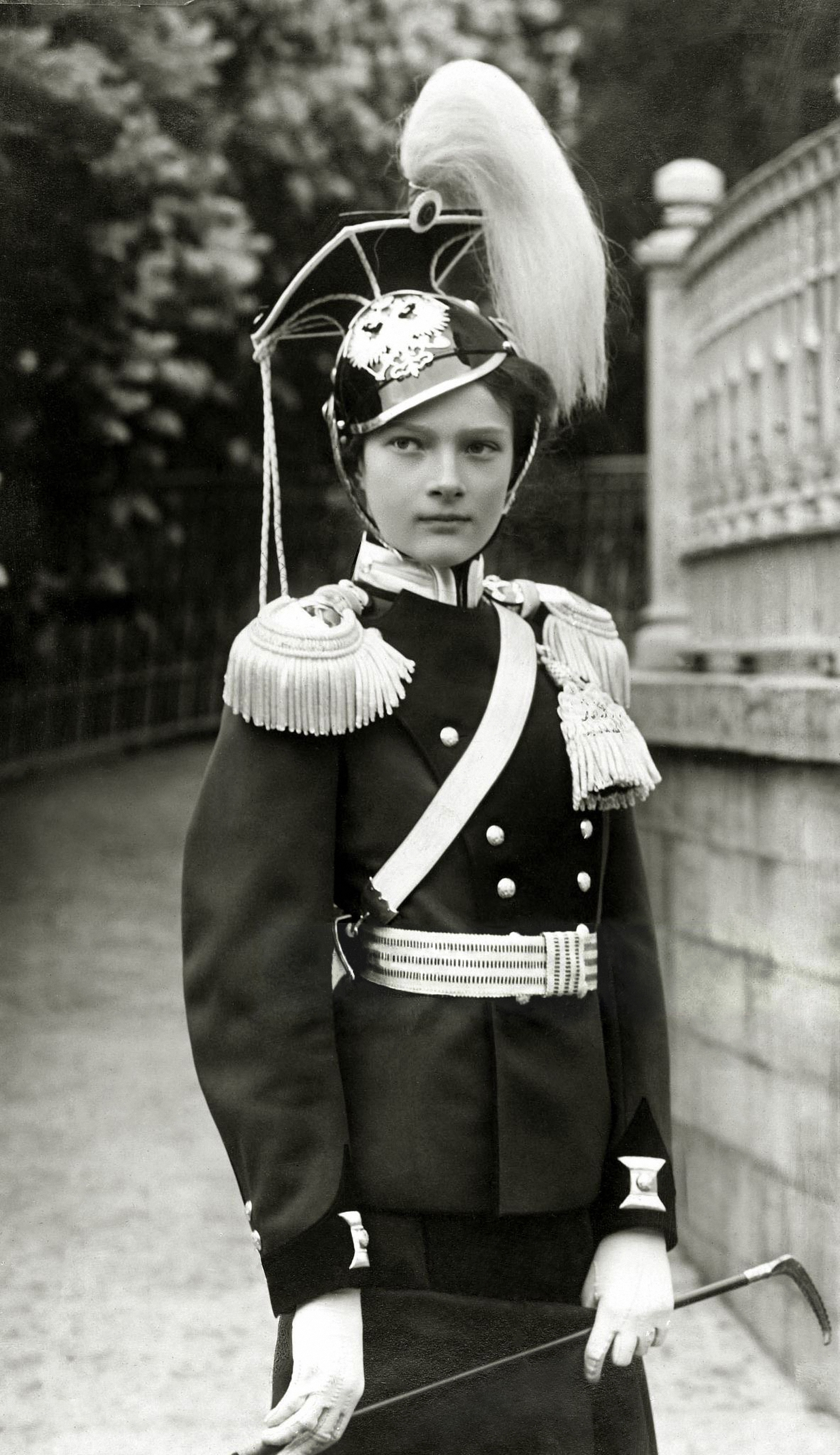
Tatiana Nikolaevna come colonnello onorario dell'8° Lancieri Vosnesenskij, 1913.

Anna Virubova, amica della zarina residente a Carskoe Selo e visitata spesso dalla famiglia, scrisse di lei: 
Bisogna nominare l'amore che aveva Tatiana per il mare. La grande duchessa fin da giovane insieme alla sua famiglia trascorrevano le loro vacanze al mare e questo la portò ad avere un gran affetto verso questo ambiente; Nelle sue ultime lettere,infatti, cita quanto le mancassero quei giorni felici insieme alla sua famiglia.
Comune a Tat'jana, come anche alle sue sorelle e al fratello, era la totale noncuranza per la sua posizione: cresciuti a contatto con domestici, dame di compagnia, precettori e ufficiali, il nucleo famigliare dello zar aveva trasformato costoro da mero personale di servizio in veri e propri compagni di gioco e di svago. Anja Virubova scrisse: 

In questo modo, le granduchesse vissero sempre in un alone di protezione che, se permetteva loro di crescere secondo i dettami sociali del casto ideale vittoriano, mantenne in loro, anche nell'adolescenza inoltrata, una forte e infantile ingenuità nei confronti dei rapporti umani e sentimentali. L'isolamento rispetto alla depravata gioventù aristocratica russa si inscriveva nel totale distacco operato dalla coppia imperiale rispetto all'alta società ereditaria e latifondista russa, alimentando il discredito del nucleo famigliare imperiale presso il resto della nobiltà. Le figlie dello zar erano il frutto di questa educazione isolata sia dal resto della corte, che dall'effettiva realtà sociale e classista russa. Una dama di compagnia della zarina, Sophie Buxhoeveden, scrisse: 

Nonostante ciò, le testimonianze concordano che, tra le sorelle, fu lei che più fu consapevole del suo ruolo di granduchessa. Anja Vyrubova, amica della zarina, scrisse: 
Ancora adolescente, le fu assegnato simbolicamente un reggimento di Ussari della guardia, il Vosnesenskij, ed ebbe il grado di colonnello onorario.
Durante la prima guerra mondiale entrò nella Croce Rossa e lavorò come infermiera negli ospedali militari. In questi anni come infermiera conosce il soldato Dimitri Malama, che diventerà poi l'amore della sua vita.
"Ricordo che Tatiana si sedeva sempre vicino a Malama" ricorda il soldato Stepanov nelle sue memorie. Dimitri riuscì ad ottenere anche simpatia dalla Zarina Alessandra che cita Dimitri "il mio piccolo Malama" in una lettera per lo zar. Quando Malama dovette ripartire per la guerra Tatiana era ancora infermiera ma avrebbe avuto con sé un recordo del soldato: Malama le regaló un bulldog francese, Ortipo che morì insieme alla padrona nella casa Ipat'ev. Tatiana nomina Dimitri nel suo diario chiamandolo come "my sweetheart" il mio tesoro.

### Prigionia e morte
Durante la prigionia a Tobol'sk, Tat'jana aiutò i genitori a gestire la casa e la famiglia, mostrando grande coraggio e forza d'animo, anche se nel suo diario e in una lettera confidò di non sentirsi abbastanza forte e di aver assoluto bisogno della vicinanza della sua famiglia. Nell'aprile del 1918 i bolscevichi trasferirono i Romanov a Ekaterinburg; per il fatto di essere bersaglio degli apprezzamenti e delle persecuzioni dei carcerieri, la giovane subì un forte trauma e il tutore inglese Gibbes ricordò di averla vista perder peso.
Da quanto si desume dal diario intimo di Aleksandra Fëdorovna, Tat'jana trascorse l'ultimo pomeriggio di vita in compagnia della madre, leggendo passi dalla Bibbia. Aveva ventuno anni quando quella stessa notte fu uccisa, assieme a tutta la sua famiglia, nel seminterrato della palazzina Ipatev di Ekaterinburg, sotto il fuoco della Čeka di Jakov Jurovskij. I membri del plotone d'esecuzione raccontano che le sorelle morirono abbracciate l'una all'altra, rannicchiate in un angolo. Tatiana fu la prima a perdere la vita sacrificando il suo corpo come scudo dai proiettili per salvare le sorelle. Morì con uno sparo dietro la nuca. 
La sua morte per mano dei rivoluzionari bolscevichi e il contegno e la sopportazione dimostrati durante la persecuzione hanno fatto sì che la Chiesa ortodossa russa nel 2000 proclamasse martiri Tat'jana e la sua famiglia.
Decine di persone si sono dichiarate essere i sopravvissuti della famiglia Romanov: secondo l'autore Michael Occleshaw, nel suo libro The Romanov Conspiracies: The Romanovs and the House of Windsor (1995), Tat'jana fu risparmiata e trasportata in Inghilterra, dove sposò un ufficiale britannico e visse sotto il nome di Larissa Tudor.

## Ascendenza
|                                 |               |                                      | Genitori                                                       |  |  | Nonni |  |  | Bisnonni                |  |  | Trisnonni          |  |
|                                 |               |                                      |                                                                |  |  |       |  |  | Alessandro II di Russia |  |  | Nicola I di Russia |  |
|                                 |               |                                      |                                                                |  |  |       |  |  | Alessandro II di Russia |  |  | Nicola I di Russia |  |
|                                 |               | Aleksandra Fëdorovna                 |                                                                |  |  |       |  |  | Alessandro II di Russia |  |  |                    |  |
| Alessandro III di Russia        |               |                                      |                                                                |  |  |       |  |  | Alessandro II di Russia |  |  |                    |  |
|                                 |               | Maria Massimiliana d'Assia-Darmstadt | Luigi II d'Assia, granduca d'Assia                             |  |  |       |  |  |                         |  |  |                    |  |
|                                 |               | Maria Massimiliana d'Assia-Darmstadt | Luigi II d'Assia, granduca d'Assia                             |  |  |       |  |  |                         |  |  |                    |  |
|                                 |               | Maria Massimiliana d'Assia-Darmstadt | Guglielmina di Baden                                           |  |  |       |  |  |                         |  |  |                    |  |
| Nicola II di Russia             |               | Maria Massimiliana d'Assia-Darmstadt |                                                                |  |  |       |  |  |                         |  |  |                    |  |
|                                 |               | Cristiano IX di Danimarca            | Federico Guglielmo di Schleswig-Holstein-Sonderburg-Glücksburg |  |  |       |  |  |                         |  |  |                    |  |
|                                 |               | Cristiano IX di Danimarca            | Federico Guglielmo di Schleswig-Holstein-Sonderburg-Glücksburg |  |  |       |  |  |                         |  |  |                    |  |
|                                 |               | Cristiano IX di Danimarca            | Luisa Carolina d'Assia-Kassel                                  |  |  |       |  |  |                         |  |  |                    |  |
| Marija Fëdorovna                |               | Cristiano IX di Danimarca            |                                                                |  |  |       |  |  |                         |  |  |                    |  |
|                                 |               | Luisa d'Assia-Kassel                 | Guglielmo d'Assia-Kassel                                       |  |  |       |  |  |                         |  |  |                    |  |
|                                 |               | Luisa d'Assia-Kassel                 | Guglielmo d'Assia-Kassel                                       |  |  |       |  |  |                         |  |  |                    |  |
|                                 |               | Luisa d'Assia-Kassel                 | Luisa Carlotta di Danimarca                                    |  |  |       |  |  |                         |  |  |                    |  |
| Tat'jana Nikolaevna Romanova    |               | Luisa d'Assia-Kassel                 |                                                                |  |  |       |  |  |                         |  |  |                    |  |
|                                 | Carlo d'Assia | Luigi II d'Assia, granduca d'Assia   |                                                                |  |  |       |  |  |                         |  |  |                    |  |
|                                 | Carlo d'Assia | Luigi II d'Assia, granduca d'Assia   |                                                                |  |  |       |  |  |                         |  |  |                    |  |
|                                 | Carlo d'Assia | Guglielmina di Baden                 |                                                                |  |  |       |  |  |                         |  |  |                    |  |
| Luigi IV d'Assia                | Carlo d'Assia |                                      |                                                                |  |  |       |  |  |                         |  |  |                    |  |
|                                 |               | Elisabetta di Prussia                | Guglielmo di Prussia                                           |  |  |       |  |  |                         |  |  |                    |  |
|                                 |               | Elisabetta di Prussia                | Guglielmo di Prussia                                           |  |  |       |  |  |                         |  |  |                    |  |
|                                 |               | Elisabetta di Prussia                | Maria Anna d'Assia-Homburg                                     |  |  |       |  |  |                         |  |  |                    |  |
| Alessandra Feodorovna           |               | Elisabetta di Prussia                |                                                                |  |  |       |  |  |                         |  |  |                    |  |
|                                 |               | Alberto di Sassonia-Coburgo-Gotha    | Ernesto I di Sassonia-Coburgo-Gotha                            |  |  |       |  |  |                         |  |  |                    |  |
|                                 |               | Alberto di Sassonia-Coburgo-Gotha    | Ernesto I di Sassonia-Coburgo-Gotha                            |  |  |       |  |  |                         |  |  |                    |  |
|                                 |               | Alberto di Sassonia-Coburgo-Gotha    | Luisa di Sassonia-Gotha-Altenburg                              |  |  |       |  |  |                         |  |  |                    |  |
| Alice di Sassonia-Coburgo-Gotha |               | Alberto di Sassonia-Coburgo-Gotha    |                                                                |  |  |       |  |  |                         |  |  |                    |  |
|                                 |               | Vittoria del Regno Unito             | Edoardo Augusto di Hannover                                    |  |  |       |  |  |                         |  |  |                    |  |
|                                 |               | Vittoria del Regno Unito             | Edoardo Augusto di Hannover                                    |  |  |       |  |  |                         |  |  |                    |  |
|                                 |               | Vittoria del Regno Unito             | Vittoria di Sassonia-Coburgo-Saalfeld                          |  |  |       |  |  |                         |  |  |                    |  |
|                                 |               | Vittoria del Regno Unito             |                                                                |  |  |       |  |  |                         |  |  |                    |  |

## Nella cultura di massa

### Cinema
- Nicola e Alessandra (Nicholas and Alexandra) (1971)
- La caduta delle aquile (1974) - miniserie TV
- L'assassino dello zar (Tsareubiytsa) (1991)
- The Successor (1996)
- Rasputin - Il demone nero (Rasputin) (1996) - film TV
- Romanovy: Ventsenosnaya semya (2000)
- The Lost Prince (2003) - film TV